# Et ganske almindeligt eventyr
Et ganske almindeligt eventyr er en dansk kortfilm fra 1968, der er instrueret af Thomas Kragh efter eget manuskript.

## Handling
Eventyr om en ulandsfrivillig, som forlader sin kæreste, der så kun kan sove, til han vender hjem til hende.